# Pump and dump
A pump and dump (P&D) egy értékpapír-csalás, amelynek során hamis és félrevezető pozitív nyilatkozatokkal (pump) mesterségesen felfújják a tulajdonukban lévő részvények árát, hogy az olcsón megvásárolt részvényeket magasabb áron (dump) eladhassák. Amint a csalás szervezői „eladják” (dump) a túlértékelt részvényeiket, az ár zuhan, és a befektetők elveszítik pénzüket. Ez leggyakrabban a kis kapitalizációjú kriptovaluták és a nagyon kis vállalatok/cégek, azaz a „mikrokapitális cégek” esetében fordul elő.
Míg a csalók korábban hideghívásokra támaszkodtak, ma az internet olcsóbb és könnyebb módot kínál arra, hogy spam e-mailek, befektetési kutatási weboldalak, közösségi média és félrevezető információk segítségével nagy számú potenciális befektetőt érjenek el.

## A populáris kultúrában
A 2000-es Brókerarcok című filmben Giovanni Ribisi alakítja Seth Davist, egy fiatal férfit, aki gyakornoki állást kap egy J.T. Marlin nevű kis brókercégnél. Rájön, hogy a cég pump-and-dump csalásokkal foglalkozik, hamis vagy már nem létező cégek részvényeit árulja.